# إدارة روتشا
إدارة روتشا (بالإسبانية: Departamento de Rocha)‏(تلفظ بالإسبانية: ‎/ˈrotʃa/‏) هي واحدة من إدارات الأوروغواي، عاصمتها هي روتشا. تحدها إدارة مالدونادو من الغرب وإدارة لافاليجا من الشمال الغربي وإدارة ترينتا ي تريس من الشمال، تشكل ميرين لاغون جزءاً من حدودها مع البرازيل من الشمال الشرقي.

## التاريخ
شُكلت إدارة روتشا من الأراضي التي كانت تنتمي إلى إدارة مالدونادو منذ التقسيم الأول للجمهورية عام 1819 بنص القانون رقم 1475 الصادر في 7 يوليو 1880 والذي أصبح ساريًا في 1 أغسطس 1881.

## الجغرافيا

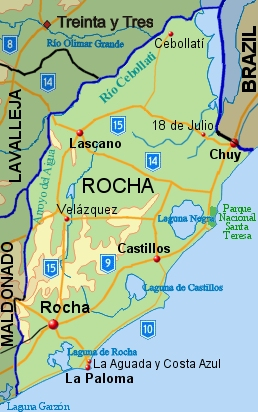
خريطة طبوغرافية لإدارة روتشا

تقع الإدارة في جنوب أوروغواي على ساحل المحيط الأطلسي، وتبلغ مساحتها 10,551 كيلومترًا مربعًا. تمتد على طول 170 كيلومترًا من الساحل الأطلسي وحوالي 50 كيلومترًا من الساحل المطل على بحيرة ميرين التي تشكل حدودًا طبيعية مع البرازيل.
تتميز المنطقة بسهول غرينية شاسعة فيها العديد من البحيرات، يوجد في الجزءان الأوسط والشمالي سلاسل جبلية مثل كوتشيلا سان ميغيل وبيلا فيستا وسييرا الهند مويرتا. تتدفق في الإدارة عدة أنهار، بعضها يصب في بحيرة ميرين، مثل ريو سان لويس وأرويو الهند مويرتا، بينما تتجه أخرى نحو البحيرات الساحلية الصغيرة، مثل أرويو روشا.

## السكان
كان عدد سكان إدارة روتشا 68,088 (33,269 ذكر و34,819 أنثى) و46,071 أسرة في تعداد 2011.
البيانات الديموغرافية لإدارة روتشا عام 2010:
- معدل النمو السكاني: -0.082٪
- معدل المواليد: 14.04 مولود / 1000 شخص
- معدل الوفيات: 10.44 حالة وفاة / 1000 شخص
- متوسط العمر: 35.0 (34.0 ذكر، 36.0 أنثى)
- متوسط العمر المتوقع عند الولادة:
  - مجموع السكان: 75.82 سنة
  - ذكور: 72.17 سنة
  - أنثى: 79.43 سنة
- متوسط دخل الأسرة: 19978 بيزو / شهر
- دخل الفرد في الحضر: 8635 بيزو / شهر

### المراكز الحضرية الرئيسية
عدد السكان حسب تعداد 2011.
| المدينة                | عدد السكان |
| ---------------------- | ---------- |
| روتشا                  | 25,422     |
| تشوي                   | 9,675      |
| كاستيلوس               | 7,541      |
| لاسكانو                | 7,645      |
| لا بالوما              | 3,495      |
| سيبولاتي               | 1,609      |
| لا أجوادا ي كوستا أزول | 1,090      |
| فيلاسكيز               | 1,022      |

## الحكومة

بلديات إدارة روشا: 1) كاستيلوس، 2) تشوي، 3) لا بالوما، 4) لاسكانو.

تذكر المادة 262 من دستور الجمهورية تتولى المجالس الإدارية إدارة شؤون الإدارات باستثناء خدمة الأمن العام. تقع مقرات هذه المجالس في عواصم الإدارات، وتباشر أعمالها بعد مرور ستين يومًا على انتخابها. كما تنص المادة على أنه يجوز للعمدة تفويض السلطات المحلية بموافقة المجلس الإداري لأداء بعض المهام ضمن المناطق الإقليمية التابعة لكل منها.

### البلديات
أنشئت 4 بلديات في إدارة روتشا بموجب القانون رقم 18653 المؤرخ في 15 مارس 2010. وقد حُددت حدوده بموجب قرار مجلس إدارة هذه الدائرة رقم 5/10.
البلديات التي أنشئت هي:
- كاستيلوس
- تشوي
- لا بالوما
- لاسكانو